# Repetekalysia sulcata
Repetekalysia sulcata är en stekelart som beskrevs av Perepechayenko 1994. Repetekalysia sulcata ingår i släktet Repetekalysia och familjen bracksteklar. Inga underarter finns listade i Catalogue of Life.